# Ямболии
Ямболии или ямболци са жителите на град Ямбол, България.
Това е списък на личности, свързани с Ямбол. Те са разделени на Родени в Ямбол, Починали в Ямбол и Други личности, свързани с Ямбол. Списъкът е непълен.
С ямболски корен е Джон Атанасов, изобретателят на компютъра. В Ямбол са родени първият професор по педагогика в България Петър Нойков, елитният математик Атанас Радев, художникът Джон Попов, последният български енциклопедист Кирил Кръстев, Иван Параскевов, виден български общественик в Браила, чиято дъщеря Стиляна Параскевова извезва първообраза на българското национално знаме и други.

## Родени в Ямбол
- Август Попов (р. 1967), артист
- Александър Морфов (р. 1960), режисьор
- Александър Стойков (р. 1965), политик
- Антон Станков (р. 1966), политик
- Антон Станков (р. 1977), фотограф
- Анастас Анастасов (р. 1965), политик
- Асен Николов (1891 – 1946), генерал
- Атанас Кожухаров (1831 – ?), народен учител и общественик
- Атанас Сотиров (р. 1920), военен деец
- Борис Карадимчев (1933 – 2014), композитор и преподавател
- Борис Колчев (1890 – 1945), политик
- Боян Мошелов (1928 – 2003), волейболист
- Валентин Гаджоков (р. 1951), актьор
- Валери Цеков (р. 1954), политик
- Венелин Сивриев (р. 1964), футболист
- Веселина Каналева (1947 – 2015), музикантка, музикална педагожка, хорова диригентка и продуцентка
- Волен Парашкевов (р. 1972), футболист
- Волен Сидеров (р. 1956), журналист и политик
- Георги Атанасов (1904 – 1952), художник
- Георги Братанов (1944 – 2000), писател
- Георги Господинов (р. 1968), писател
- Георги Даскалов (1942 – 2014), историк
- Георги Дражев (1848 – 1876), революционер, един от ръководителите на Априлското въстание от 1876 г. в ямболския край
- Георги Енчев (р. 1966), музикант
- Георги Иванов (1858 – 1932), офицер (генерал-майор)
- Георги Куманов (р. 1963), футболист
- Георги Куртев (р. 1978), политик
- Георги Мечеджиев (р. 1978), футболист
- Георги Паприков (1912 – 1984), лекар, антикомунист
- Георги Райтмерлиев (1883 – ?), участник в Илинденско-Преображенското въстание в Одринско с четата на Кръстьо Българията[1]
- Георги Шейтанов (1896 – 1925), анархист
- Диляна Гайтанджиева (р. 1981), журналистка
- Димитър Ангелов (р. 1979), баскетболист
- Димитър Златарев (1896 – 1938), комунистически функционер
- Димитър Хаджииванов (1852 – 1929), просветен деец и преводач
- Димитър Хлебаров (1934 – 2009), лекоатлет
- Димчо Рошманов (р. 1934), читалищен и оперетен деятел
- Добромир Тонев (1955 – 2001), поет
- Дочо Леков (1928 – 2003), литературовед
- Еди Шварц (1937 – 2006), режисьор и сценарист
- Елко Хазан (р. 1948), общественик
- Енчо Керязов (р. 1973), акробат
- Желю войвода (1828 – 1893), войвода и национален герой
- Желязко Желязков (р. 1957), футболист
- Жени Божилова-Хайтова (1928 – 2014), преводачка
- Жорж Папазов (1894 – 1972), художник
- Ивайло Колев (р. 1978), поп певец
- Иван Газдов (р. 1945), художник
- Иван Желев (р. 1964), поет
- Иван Качулев (1905 – 1989), фолклорист, етномузиколог
- Иван Костадинов (1880 – ?), участник в Илинденско-Преображенското въстание в Одринско с четата на Кръстьо Българията[1]
- Иван Сарандев (р. 1934), писател, журналист и литературен историк
- Илия Белев (1884 – 1903), революционер от ВМОРО
- Илиян Симеонов (1963 – 2008), режисьор и сценарист
- Ина (р. 1976), певица
- Инокентий Крупнишки (р. 1963), духовник
- Йоан Варненски и Великопреславски (р. 1969), духовник
- Калин Ангелов (р. 1969), художник
- Кристиан Кръстев (р. 1976), икономист
- Любен Бумбалов (1943 – 2001), литературен критик
- Любен Корнезов (р. 1947), политик
- Любомир Брутов (1894 – 1976), писател
- Любомир Котев (р. 1950), писател
- Марио Тагарински (р. 1958), политик
- Марко Бехар (1914 – 1973), график, карикатурист и живописец
- Матвей Вълев (1902 – 1944), белетрист
- Минчо Огнянов (р. 1935), скулптор
- Мирослав Миндов (р. 1924), актьор
- Митко Щерев (р. 1945), композитор
- Михаил Динев (р. 1935), икономист
- Михаил Лъкатник (1920 – 1974), поет
- Никола Аврамов (1897 – 1945), художник
- Николай Вълев (р. 1990), футболист
- Николай Лъсков (1910 – 1944), партизанин
- Николай Люцканов (1927 – 1991), режисьор
- Николай Петрини (1889 – 1925), политик
- Николай Чернев (1919 – 2010), генерал и дипломат
- Паисий Пастирев (1876 – 1943), духовник, архимандрит
- Панайот Каракачанов (1917 – 1997), офицер и военен деец, генерал-лейтенант от МВР
- Петър Иванов (1903 – 1968), футболист, вратар
- Петър Горянски (1911 – 1990), писател, журналист и литературен критик
- Петър Дограмаджиев, деец на ВМОРО, укривал оръжие за организацията в Одринско, участник в революционното движение в Свиленградско[2]
- Петър Лесев (1891 – ?), революционер от ВМОРО
- Петър Нойков (1868 – 1921), педагог
- Петър Семерджиев (1917 – 2008), политик
- Петър Тепсизов (р. 1969), художник
- Петър Чобанов (р. 1976), финансист
- Петър Чолаков (1879 – 1935), революционер
- Петя Александрова (р. 1948), поетеса
- Пламен Даракчиев (р. 1953), общественик
- Рейхан (1986 – 2005), попфолк певица
- Румяна Узунова (1936 – 1995), писателка, журналистка, литературен критик
- Сашо Дончев (р. 1953), предприемач и общественик
- Светомир Иванчев (1920 – 1991), славист
- Славка Калчева (р. 1954), народна певица
- София Касидова (р. 1969), икономист и политик
- Стефан Бъчваров (1907 – 1988), художник
- Стилиян Ковачев (1860 – 1939), офицер
- Страшимир Кринчев (1884 – 1913), писател, литературен и театрален критик
- Тони Тонев (1956 – 2009), аграрен учен
- Тотка Петрова (р. 1956), лекоатлетка
- Тошко Хаджитодоров (р. 1970), сценарист в „Шоуто на Слави“ и политик
- Христо П. Тахчиов (1883 – ?), участник в Илинденско-Преображенското въстание в Одринско с четата на Кръстьо Българията[1]
- Цветан Казанджиев (р. 1960), художник

## Починали в Ямбол
- Александрина Игнатова (1949 – 2024), сценографка
- Христо Карастоянов (1950 – 2024), писател
- Георги Тенев (1864 – 1939), офицер

## Други личности, свързани с Ямбол
- Аврам Аврамов (1859 – 1927), полковник, първият командир на 5-и пехотен резервен полк, впоследствие преименуван на 29-и пехотен ямболски полк, от формирането на полка на 7 февруари 1900 до 15 март 1904 г.
- Васил Аврамов (1863 – 1946), юрист, председател на Окръжния съд в Ямбол
- Вили Цанков (1924 – 2007), театрален и кинорежисьор, работил в града
- Добри Чинтулов (1822 – 1886), поет, учител в града през 1858 – 1861 г.
- Елена Граматикова (р. 1939), народна певица, солистка на ансамбъл „Тракия“ и оркестър „Канарите“
- Петко Момчилов (1893 – 1953), лекар в града след 1927 г.
- Константин Константинов (1903 – 1955), учен-музиколог, професор, концертмайстор на музикално дружество „Гусла“, Ямбол през 1932 г.
- Коста Чолаков (p. 1976), журналист и педагог, създател на първата Детска журналистическа школа при читалище „Съгласие“
- Красимир Денев (р. 1969), футболист
- Невена Коканова (1938 – 2000), актриса, започва професионалния си път в града през 1956 г.
- Любчо Стоянов Дяков (р. 1954) олимпийски медалист, Москва, спортна стрелба 1980 г.
- Янко Кирчев (1922 – 1944), партизанин, родом от с. Скалица, но жвеещ в Ямбол (Каргона) почти през целия си живот.